# Snyder-Schlinge
Die Snyder-Schlinge (Snyder Sling) ist ein Hilfsmittel zur Entlastung des Hüftgelenks bei Kindern, die an Morbus Perthes leiden.
Benannt ist sie nach dem US-amerikanischen Arzt Clarence H. Snyder, der die Schlinge 1947 im Journal of Bone & Joint Surgery beschrieben hat. Es handelt sich um einen Gurt, der über eine Schulter geführt wird und so lang ist, dass der Unterschenkel meist in Höhe des Sprunggelenks eingehängt werden kann. Der Fuß bleibt unbeschuht. Wenn das Kind aufrecht steht, sollte der Unterschenkel waagerecht hängen. Die Kinder gehen dann an Unterarmgehstützen.
Die Schlinge erleichtert es den Betroffenen, ohne Aufsetzen des betroffenen Beines, zu gehen. Auch werden Fehlbelastungen des Hüftgelenks vermieden, weil das Bein völlig entspannt gehalten werden kann. Für Kinder, die das Belastungsverbot nur schlecht akzeptieren, ist die Schlinge eine vielversprechende Alternative.
Nachteilig kann die permanente Beugehaltung sein, wenn sie nicht durch Krankengymnastik kompensiert wird. Neuere Schlingen vermeiden diesen Nachteil durch die Verwendung flexibler Bänder.
Die Snyder Sling wird häufig in Japan verwendet.

## Varianten
Es gibt Varianten der Schlinge. So kann beispielsweise die Last des Beines auf zwei Schultergurte (Hosentägergurte) verteilt werden. Für Mädchen gibt es die Möglichkeit, die Schlinge unter Kleidern oder Röcken zu verdecken.
In den USA wird eine entsprechende Schlinge (nicht spezifisch für Morbus-Perthes-Patienten) vermarktet als Webb's Leg Sling.
Die Schlinge kann auch eingesetzt werden, wenn kleine Kinder wegen Bein- oder Fußverletzungen auf Unterarmgehstützen angewiesen sind und wegen ihres Alters Koordinationsschwierigkeiten haben.